# Gobierno en funciones (España)
El Gobierno en funciones es aquel en sustitución de quien le corresponde ejercerlo en propiedad. En España está contemplado en el Título IV de la Ley 50/1997, de 27 de noviembre, del Gobierno, y se da en cualquiera de los siguientes supuestos:
- Tras la celebración de elecciones generales.
- Tras la pérdida de una cuestión de confianza por parte del presidente del Gobierno ante el Congreso de los Diputados.
- Tras la adopción por mayoría absoluta del Congreso de los Diputados de una moción de censura.
- Tras la dimisión del presidente del Gobierno.
- Tras el fallecimiento del presidente del Gobierno.

## Duración y competencias
El Gobierno en funciones continúa en este estado hasta la toma de posesión de un nuevo Gobierno. El ejecutivo cesante tiene la labor de facilitar el normal desarrollo del proceso de formación del nuevo Gobierno y el traspaso de poderes al mismo. Además, debe limitar su gestión al despacho ordinario de los asuntos públicos, absteniéndose de adoptar cualquier otra medida, salvo en casos de urgencia debidamente acreditados o por razones de interés general.

## Facultades retiradas
El presidente del Gobierno en funciones  no podrá ejercer, entre otras, las siguientes facultades:
1. Proponer al rey la disolución de alguna de las Cámaras, o de las Cortes Generales.
2. Plantear una cuestión de confianza.
3. Proponer al rey la convocatoria de un referéndum consultivo.

El Gobierno en funciones, por su parte, no podrá ejercer, entre otras, las siguientes facultades:
1. Aprobar el proyecto de ley de Presupuestos Generales del Estado.
2. Presentar proyectos de ley al Congreso de los Diputados o, en su caso, al Senado.

## Períodos

### Período democrático (1978-)
| Legislatura | Legislatura | Gobierno en funciones | Gobierno en funciones | Gobierno en funciones | Gobierno en funciones               | Causa |
| Legislatura | Legislatura | Inicio                | Final                 | Duración              | Presidente                          | Causa |
| ----------- | ----------- | --------------------- | --------------------- | --------------------- | ----------------------------------- | --- |
|             | Const.      | 02-03-1979            | 30-03-1979            | 29 días               | Adolfo Suárez (UCD)                 | Tras las elecciones generales de 1979 |
|             | I           | 30-01-1981            | 25-02-1981            | 27 días               | Adolfo Suárez (UCD)                 | Tras la dimisión del presidente del gobierno Adolfo Suárez                                                                                      |
|             | I           | 29-10-1982            | 02-12-1982            | 35 días               | Leopoldo Calvo-Sotelo (UCD)         | Tras las elecciones generales de 1982 |
|             | II          | 23-06-1986            | 24-07-1986            | 32 días               | Felipe González (PSOE)              | Tras las elecciones generales de 1986 |
|             | III         | 30-10-1989            | 05-12-1989            | 37 días               | Felipe González (PSOE)              | Tras las elecciones generales de 1989 |
|             | IV          | 07-06-1993            | 09-07-1993            | 33 días               | Felipe González (PSOE)              | Tras las elecciones generales de 1993 |
|             | V           | 04-03-1996            | 04-05-1996            | 62 días               | Felipe González (PSOE)              | Tras las elecciones generales de 1996 |
|             | VI          | 13-03-2000            | 26-04-2000            | 45 días               | José María Aznar (PP)               | Tras las elecciones generales de 2000 |
|             | VII         | 15-03-2004            | 16-04-2004            | 33 días               | José María Aznar (PP)               | Tras las elecciones generales de 2004 |
|             | VIII        | 10-03-2008            | 11-04-2008            | 33 días               | José Luis Rodríguez Zapatero (PSOE) | Tras las elecciones generales de 2008 |
|             | IX          | 21-11-2011            | 21-12-2011            | 31 días               | José Luis Rodríguez Zapatero (PSOE) | Tras las elecciones generales de 2011 |
|             | X-XI        | 21-12-2015            | 31-10-2016            | 316 días              | Mariano Rajoy (PP)                  | Tras las elecciones generales de 2015. No se pudo formar gobierno para la XI legislatura y se celebraron nuevas elecciones generales            |
|             | XII-XIII    | 29-04-2019            | 08-01-2020            | 254 días              | Pedro Sánchez (PSOE)                | Tras las elecciones generales de abril de 2019. No se pudo formar gobierno para la XIII legislatura y se celebraron nuevas elecciones generales |
|             | XIV         | 24-07-2023            | 17-11-2023            | 116 días              | Pedro Sánchez (PSOE)                | Tras las elecciones generales de 2023 |

Las delegaciones legislativas otorgadas por las Cortes, de acuerdo con la ley, quedan en suspenso durante todo el tiempo que el Gobierno está en funciones.